# Массіміліано Аллегрі
Массіміліано Аллегрі (італ. Massimiliano Allegri; 11 серпня 1967, Ліворно) — італійський футболіст та головний тренер «Мілана». Також тренував такий відомий клуб як «Ювентус». Багаторазовий чемпіон та володар кубка Італії. Виступав на позиції півзахисника.

## Кар'єра гравця
Провівши частину своєї кар'єри в нижчих лігах, в тому числі клубу його рідного міста Ліворно, Аллегрі приєднався до «Пескари» в 1991 році. Він зарекомендував себе в центрі поля, коли команда Джованні Галеоне виграла підвищення в Серію А в 1992 році.
Аллегрі був видатним виконавцем для «Пескари» в Серії А. Незважаючи на виліт з Серії А з останнього місця, команда забивала багато голів і Аллегрі забив 12 м'ячів з півзахисту. Потім він грав за «Кальярі», «Перуджу» і «Наполі», перш ніж повернутися до «Пескари». Короткі періоди в «Пістоєзе» та «Альянезе» провів перед завершенням футбольної кар'єри у 2003 році.

## Кар'єра тренера
Почав тренерську кар'єру у 2004 році, як босс команди Серії С2 «Альянезе», клубу, де він провів два останніх роки як гравець. Після вражаючого сезону з ним, Аллегрі запрошений очолити «Гроссето», що виступав у Серії С1, його робота з biancorossi, проте виявилася не такою успішною, як з «Альянезе», і він був звільнений через це незабаром після початку сезону 2006-07. Після звільнення з «Гроссето», Аллегрі вирішив приєднатися до свого наставника Джованні Галеоне в «Удінезе», ставши частиною його тренерського штабу. Однак, на практиці це виявилося забороненим італійськими футбольними законами, тому що він все ще був пов'язаний контрактом з тосканським клубом, і Аллегрі був дискваліфікований на три місяці на початку 2008 року.

### «Сассуоло»
У серпні 2007 Аллегрі став головним тренером амбітної команди Серії С1 «Сассуоло», яку Аллегрі вдалося швидко привести до верхніх позицій ліги. 27 квітня 2008 «Сассуоло» математично забезпечив чемпіонський титул 2007-08 Серії C1, тим самим виборовши історичне перше підвищення в Серію B для neroverdi.

### «Кальярі»
29 травня 2008 він був оголошений новим головним тренером «Кальярі» в Серії А, замінивши Давида Баллардіні. Незважаючи на розчарування на початку, з п'ятьма поразками в перших п'яти матчах, голова клубу Массімо Челліно вирішив залишити Аллегрі на посаді тренера, і команда піднялась до середини таблиці в грудні. 9 грудня після домашньої перемоги 1-0 над Палермо, «Кальярі» оголосив про продовження попереднього 2-річного контракту з Аллегрі до 1-го червня 2011 року.
Сезон у 2008-09 він завершив на вражаючому дев'ятому місці, що було сприйнято як величезний результат, з обмеженими ресурсами, відсутністю висококласних гравців і високою якістю атакуючого футболу, який привів сардинців недалеко від місця в Лізі Європи УЄФА. Такі результати призвели до нагородження Алегрі Panchina d'Oro (Золота лавка), премією, яку присуджують найкращому тренеру відповідно до голосування всіх тренерів Серії А. Він же виграв приз вдруге поспіль за результатами сезону 2009-10, коли йому вдалося підтвердити високий футбольний рівень «Кальярі», попри втрату головного нападника Роберта Аквафрески, а також виклик трьох гравців (а саме, Давида Бьондіні, Федеріко Маркетті та Андреа Коссу) до італійської збірної під час його керівництва клубом.
13 квітня 2010 «Кальярі» усунув Аллегрі від керівництва клубом, попри хороше дванадцяте місце з 40 очками, а на його місце був призначений тренер молодіжної команди Джорджіо Меліс.

### «Мілан»
Контракт з «Кальярі» був розірваний 17 червня на прохання «Мілана», який був зацікавлений у призначенні його як свого нового головного тренера. 25 червня 2010 року Аллегрі був офіційно призначений новим тренером «Мілана». Пропрацював у Мілані до січня 2014 року, коли увесь тренерський штаб Аллегрі залишив команду.

### «Ювентус»
16 липня 2014 року був призначений новим головним тренером туринського «Ювентуса», змінивши на цій позиції Антоніо Конте.
17 травня 2019 року, на офіційному сайті клубу було оголошено, що по закінченню сезону 2018/2019 Массіміліано Аллегрі покине «Ювентус». За 5 років, під керівництвом Аллегрі, клуб здобув 5 титулів Чемпіонів Італії, 4 рази Кубок Італії та двічі — Суперкубок Італії. Також клуб, з Аллегрі на чолі, двічі виходив до фіналів Ліги Чемпіонів УЄФА.
У травні 2021 року Аллегрі вдруге очолив «Ювентус», підписавши з клубом 4-річний контракт. На цій посаді він замінив Андреа Пірло.

## Титули і досягнення
- Чемпіон Італії (6):

Мілан: 2010-11
Ювентус: 2014-15, 2015-16, 2016-17, 2017-18, 2018-19
- Володар Кубка Італії (5):

Ювентус: 2014-15, 2015-16, 2016-17, 2017-18, 2023-24
- Володар Суперкубка Італії (3):

Мілан: 2011
Ювентус: 2015, 2018